# Gleb Vladímirovitx Nossovski
Gleb Vladímirovitx Nossovski   (Moscou, 26 de gener de 1958), rus: Глеб Владимирович Носовский, és un matemàtic rus.
És un seguidor de la teoria sobre la Nova Cronologia. Va obtenir el grau de Candidat a doctor en ciències físiques i matemàtiques per la Universitat Estatal de Moscou "Lomonósov" en 1988. És especialista en teoria de les probabilitats, estadística matemàtica, teoria de processos aleatoris, teoria de l'optimització, equacions diferencials estocàstiques, simulació computacional de processos estocàstics. Va treballar a l'Institut de Recerques Còsmiques (Moscou) i a l'Institut d'Eines i Instruments de Moscou. Va formar part de l'equip que va treballar al Japó en el marc del projecte de col·laboració científica entre la Universitat "Lomonósov" i la Universitat d'Aizu a l'àrea de geometria computacional.
En l'actualitat treballa amb el grau de científic principal en el laboratori de mètodes computacionals del departament de geometria diferencial i les seves aplicacions a la Facultat de Mecànica Teòrica i Matemàtica de la Universitat "Lomonósov". Així mateix, forma part de l'equip, dirigit per Anatoli Fomenko, que està desenvolupant la sorollosa Nova Cronologia. considerada pel món científic com a pseudociència.

## Revisionisme històric
Des de 1995 Gleb Nosovski ha estat coautor de llibres sobre la Nova Cronologia.
1. Juntament amb Kalàixnikov i Anatoly Fomenko va datar l'Almagest de Claudi Ptolemeu entre l'onze i el setzè segle.
2. Juntament amb Fomenko va datar alguns horòscops egipcis vells datant-los del 1000 dC. o com a molt tardar el 1700 dC..
3. Dins 2003, juntament amb Fomenko va utilitzar mètodes astronòmics per a calcular que Jesús va viure vers els anys 1152-1185 dC..

Cal dir que hi ha altres científics russos que condemnen la Nova Cronologia per ser segons ells pseudocientífica.

## Llibres
- A.T. Fomenko, G.V. Nosovskiy, V.V. Kalashnikov: History: Fiction or Science? Chronology 3, Astronomical methods as applied to chronology. Ptolemy’s Almagest. Tycho Brahe. Copernicus. The Egyptian zodiacs. ISBN 2-913621-08-2
- A.T. Fomenko, G.V. Nosovskiy :History: Fiction or Science? Chronology 4, Russia.Britain.Byzantium.Rome. ISBN 2-913621-10-4